# Piazza del Duomo (Florencia)

Vista del lado sur de la plaza desde el Campanario de Giotto.

La Piazza del Duomo (Plaza de la Catedral) es una plaza situada en pleno centro histórico de Florencia, Italia. Está dominada por la catedral y los edificios relacionados, como el Campanario de Giotto y el Baptisterio de San Juan, pese a que la hipotética línea entre via de Martelli y via Calzaiuoli divide la plaza en dos secciones, con el Baptisterio en la homónima piazza San Giovanni.

## Historia
Situado fuera de las murallas romanas, el lugar estaba originalmente en el lado norte del primitivo cuadrilátero que formaba la ciudad. Con la fundación del Baptisterio en época paleocristiana el centro religioso de la ciudad se trasladó gradualmente más al norte y fue incluido en el segundo círculo de murallas. Quizá aún más antigua era la Iglesia de Santa Reparata, primera catedral de la ciudad, más cerca del Baptisterio que el actual Duomo, y que, con las iglesias de San Salvatore al Vescovo y San Michele Visdomini, formaba un eje sacro, junto con un Palazzo Vescovile delante del Baptisterio, un hospital, una casa parroquial y un cementerio. Las excavaciones de 1971-1972 en la zona entre el Duomo y el Baptisterio encontraron un tramo de las murallas romanas de Florentia, parte del pavimento de un decumano menor, y restos de edificios antiguos.
Según la tradición, en 430 los restos de san Zanobi, primer obispo de la ciudad, se trasladaron a Santa Reparata desde la Basílica de San Lorenzo de Florencia. Entonces la plaza era mucho más pequeña que la actual, con el Palazzo Vescovile al lado del Baptisterio. Más allá de su puerta este se abría, después de un callejón, la fachada de Santa Reparata. La construcción de un pórtico delante de la iglesia de Santa Reparata en el siglo XI redujo a unos 17-18 metros el espacio delante del baptisterio.
A finales del siglo XIII, con las obras de la nueva catedral, se demolieron numerosas casas para hacer espacio a la enorme catedral y el campanario. Una anécdota todavía famosa es la relacionada con la familia de los Bischeri, que se negaban a vender sus casas para hacer espacio a la Catedral, pero se encontró burlado porque un incendio las destruyó, de lo que deriva el insulto típico de la ciudad dirigido a los necios ("O Bischero!"). Entre las primeras demoliciones estuvo una bóveda de la iglesia antigua para despejar el Baptisterio, que se convirtió en el edificio religioso más importante de la ciudad.
Con el curso de los siglos los edificios de la plaza permanecieron en su mayoría inalterados, mientras que la Piazza San Giovanni fue ampliada en el siglo XIX haciendo "retroceder" el Palazzo Vescovile. En esa época se regularizó el contorno y se amplió en parte la plaza que rodea el Duomo. En el Palazzo dei Canonici, remodelado para la ocasión, se colocaron dos estatuas de los arquitectos de la Catedral (Arnolfo di Cambio y Brunelleschi) en gesto de mirar su obra maestra en una logia creada para este fin.
Desde el 25 de octubre de 2009 la plaza es totalmente peatonal, junto con las adyacentes Via de' Martelli, Via dei Servi, y otras muchas calles del centro histórico.

## Edificios

### Santa Maria del Fiore

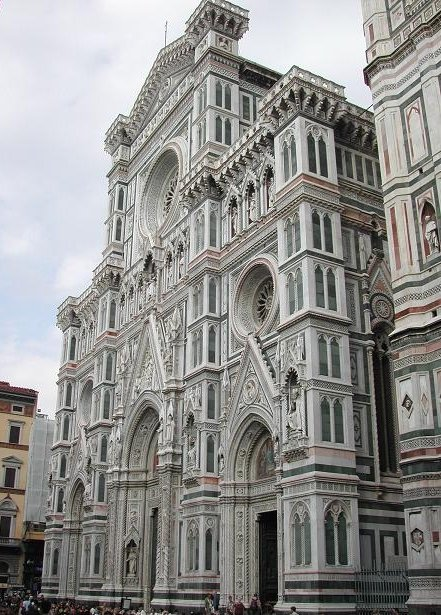
Catedral de Santa María del Fiore.

La enorme catedral de Florencia es una de las obras arquitectónicas más importantes a caballo entre el gótico y el renacimiento, y una de las catedrales más bonitas y grandes de Europa, en su momento la más grande, hoy la tercera tras la San Pedro en Roma y San Pablo en Londres. Se comenzó en 1296, por encargo de la Signoria y bajo la dirección del arquitecto Arnolfo di Cambio, en el lugar donde antiguamente se erigía la catedral de Santa Reparata. En 1334, L'Arte della Lana, que había recibido el encargo de supervisar a la construcción, confió la dirección de las obras a Giotto y después de 1350 a Francesco Talenti, a quien se debe un nuevo proyecto que modificó parcialmente él de Arnolfo. Después de 1364 se finalizaron las tres primeras bóvedas, y en 1378-80 se realizó la cubierta de la nave central y las laterales. El problema de la construcción de la cúpula se resolvió tras largos debates por Brunelleschi, quien, a partir de 1418, asume el papel de primer arquitecto renacentista.
Su genial solución técnica consistía en la creación de una doble cubierta autoportante, que no necesitaba la presencia de las tradicionales armaduras de apoyo. El 25 de marzo de 1436 Santa María del Fiore fue consagrada por el papa Eugenio IV. La linterna, construida tras la muerte de Brunelleschi (1446), fue completada por Verrocchio en 1468, quien la coronó con la esfera de bronce y la cruz. La gran cúpula domina la plaza, la ciudad y toda la llanura, siendo visible desde numerosos puntos de las colinas de los alrededores, también a notable distancia, hasta la Provincia de Prato y algunos municipios de la de Pistoia. Un disco de mármol blanco sobre el suelo de la plaza indica el punto donde cayó la esfera en el año 1600 tras una fuerte tormenta. Fue reconstruida más grande y recolocada dos años después.
Emilio De Fabris se adjudicó la ejecución de la fachada actual, en estilo neogótico, construida entre 1871 y 1887.
Delante de la escalinata del Duomo algunas baldosas en el pavimento recuerdan el lugar donde se encontraban las columnas del pórtico de Santa Reparata, antes de que fuera demolido para hacer espacio a la nueva catedral.

### Campanario de Giotto

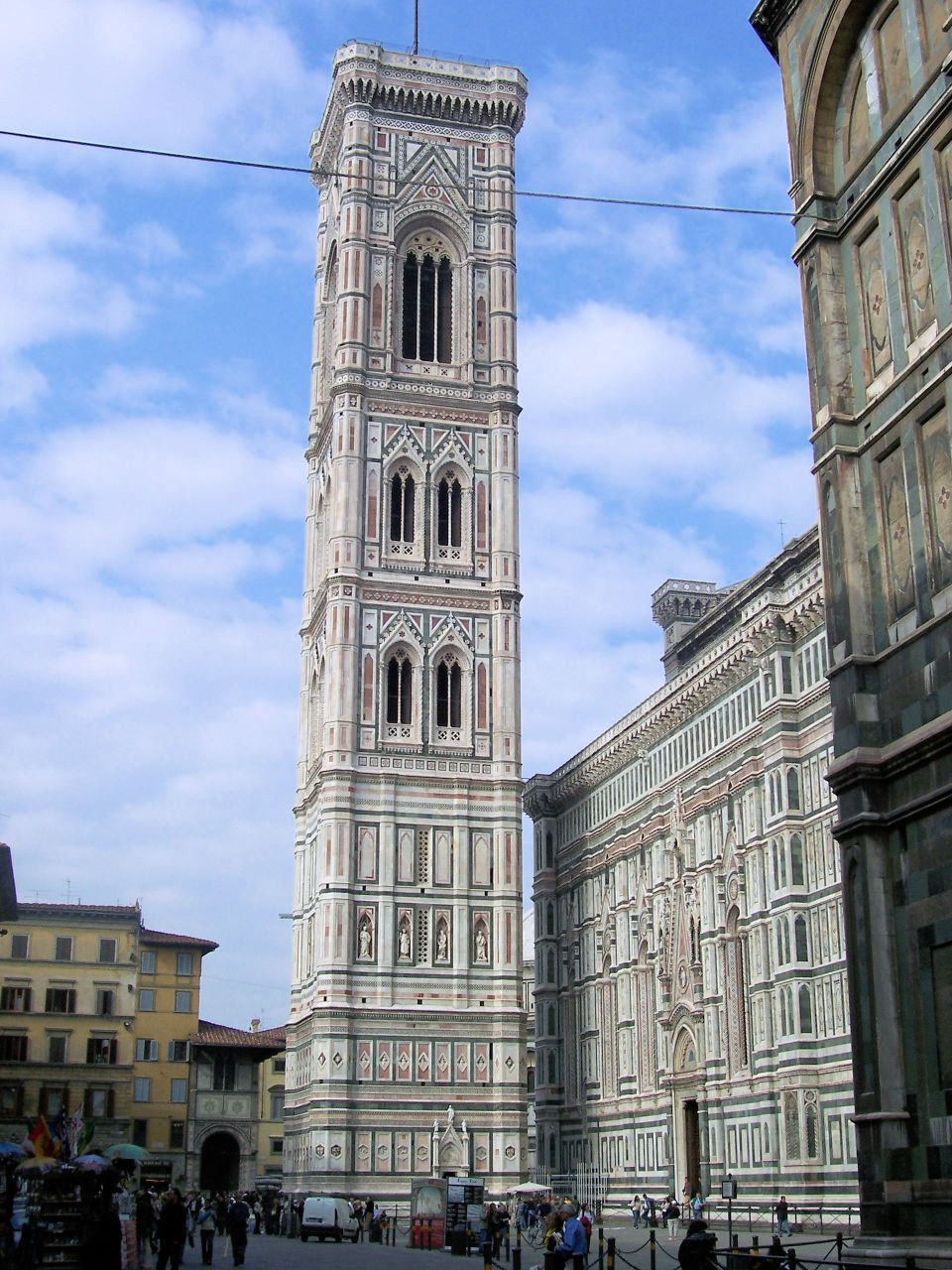
El Campanario de Giotto.

El Campanario de Giotto está situado al lado de la catedral, originalmente dispuesto al lado de la fachada en vez de en posición retranqueada. Fue proyectado por Giotto, de quien toma su nombre, pero construido por Andrea Pisano y completado por Francesco Talenti. Tiene 84 metros de altura y sus formas se aligeran progresivamente por la presencia de bíforas y tríforas. Completamente revestido con mármos polícromos blancos, verdes y rosados, está decorado con numerosas esculturas y azulejos, hoy sustituidos en su mayor parte por copias y conservados en el Museo dell'Opera del Duomo. En los azulejos del basamento se representan las Attività umane (Actividades humanas), verdadero manifiesto de la Florencia corporativa de la Edad Media, realizadas por Andrea Pisano y Luca della Robbia, mientras en la segunda banda están I pianeti, le Virtù, le arti liberali ed i sacramenti (Los planetas, las Virtudes, las artes liberales y los sacramentos).

### Museo dell'Opera del Duomo

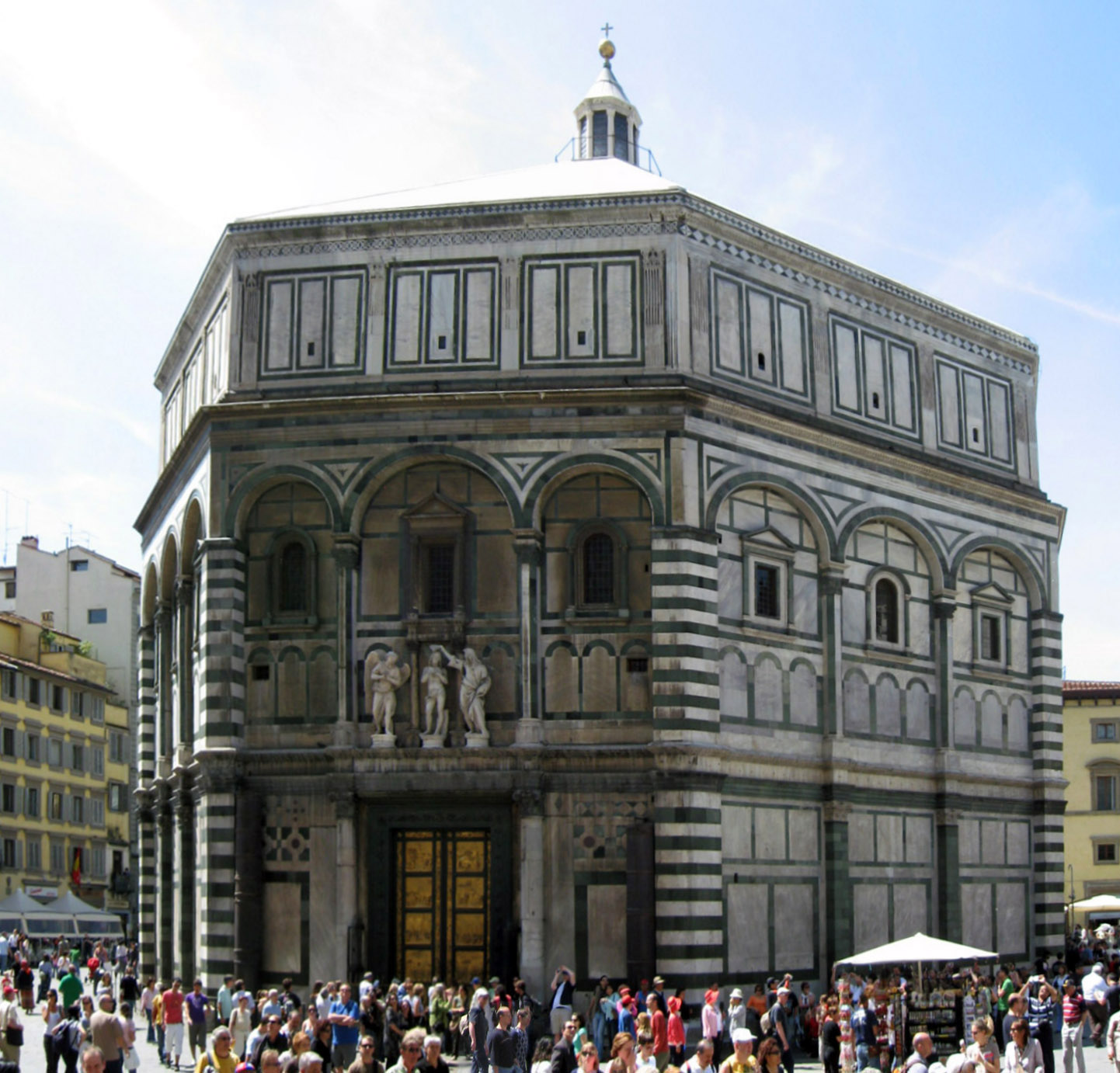
El Baptisterio.

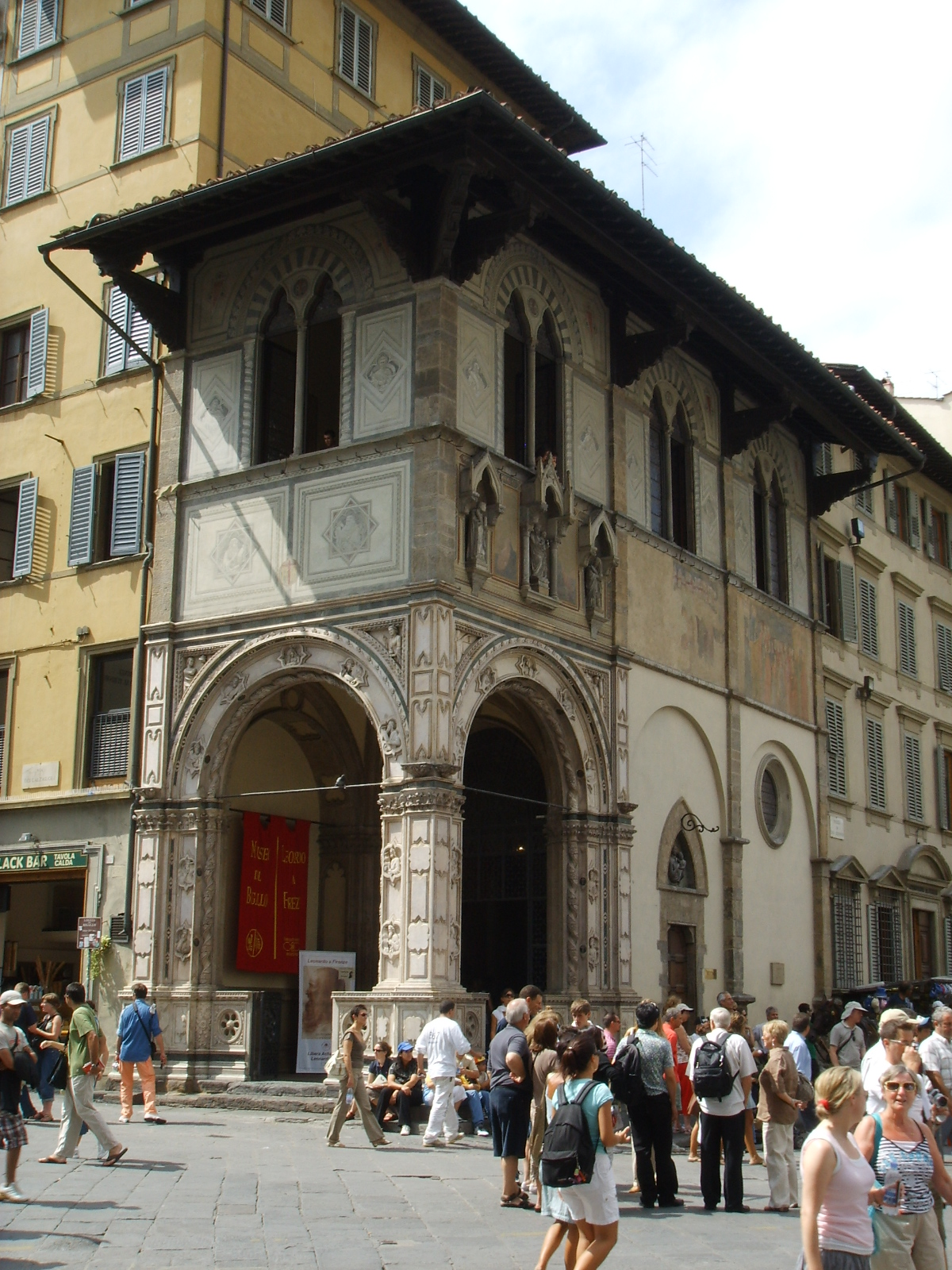
La Loggia del Bigallo.

El Museo dell'Opera del Duomo se encuentra en un palacio delante de los ábsides de la Catedral, dominado por un busto de Cosimo I en su fachada. La Opera del Duomo es todavía hoy un ente que se ocupa de la administración, conservación y restauración de todos los monumentos y museos situados en la Piazza del Duomo y la Piazza San Giovanni. El museo alberga numerosas obras retiradas por motivos de conservación de los monumentos de la plaza, como los azulejos y esculturas del campanario, la Porta del Paradiso del Baptisterio, los coros de Donatello y de Luca della Robbia, la Magdalena, también de Donatello, y una Piedad de Miguel Ángel, procedentes del interior del Duomo. Hay una sección dedicada a la construcción de la Cúpula de Brunelleschi, mientras que está completamente documentada la historia de la fachada, desde las esculturas retiradas de la obra primitiva de Arnolfo di Cambio (destruida en 1587) hasta los proyectos presentados al concurso internacional convocado en el siglo XIX.

### Arciconfraternita della Misericordia
La Arciconfraternita della Misericordia es una antigua congregación de ayuda fraterna, instituida por San Pedro Mártir en 1244 para curar a los enfermos y enterrar a los muertos. En 1321 se transfirió al oratorio del Baptisterio, que gestionó en común con la Confraternita del Bigallo entre 1425 y 1489. Se trasladó en 1576 al palacio llamado degli Uffiziali dei Pupilli en Piazza del Duomo, otorgado por Francisco I y remodelado por Alfonso Parigi. Allí también había un oratorio diseñado en 1781 por Stefano Diletti. Los hermanos visten características capas negras desde la peste de 1630. En el interior de su sede se conservan cuadros y objetos litúrgicos; en el oratorio está la estatua de San Sebastián, patrón de la hermandad. Es una de las poquísimas hermandades antiguas que no ha sido suprimida con el tiempo, debido a su actividad en el campo asistencial (no por casualidad delante de su sede hay siempre una ambulancia preparada para intervenir en caso de necesidad).

### Palazzo dei Canonici
El Palazzo dei Canonici está situado en el lado sur de la plaza.
En la primera mitad del siglo XIX se realizaron intervenciones urbanísticas al sur del Duomo para ampliar la plaza y darle más regularidad. Entre 1826 y 1830 el arquitecto Gaetano Baccani demolió edificios antiguos y construyó tres grandes edificios bien alineados para las residencias de los canónigos. El edificio central, al lado de la Piazza del Capitolo, está enriquecido con un balcón apoyado en cuatro columnas que enmarcan dos hornacinas con estatuas de los arquitectos del Duomo, Arnolfo di Cambio y Filippo Brunelleschi, realizadas por Luigi Pampaloni en 1830. El arquitecto Baccani remodeló también la estructura del palacio y el oratorio de la Misericordia en ángulo con la via de' Calzaioli.

### Palazzo Strozzi di Mantova
El Palazzo Sacrati-Guadagni-Strozzi di Mantova se construyó sobre las antiguas casas de los Bischeri. El edificio pasó a una rama de la familia Guadagni, que adoptó el nombre de Guadagni dell'Opera, a causa de su cercanía con las casas de la Opera del Duomo. En 1604 comenzaron obras de modificación del palacio. Hacia 1640 se demolieron otras casas de la Via Buia (Via dell'Oriuolo) para ampliar el palacio, que así alcanzó la Piazza Duomo con filas de siete ventanas; de allí giraba a una fachada lateral con cinco ventanas por fila. La fachada presenta todos los elementos canónicos de la arquitectura residencial florentina posterior al Renacimiento.

### Museo Torrini
El Museo Torrini, es un pequeño museo privado dedicado a la orfebrería, situado en la primera planta del número 1. Contiene ejemplares de platería, joyería, relojería y objetos de arte producidos en la larga historia de la familia Torrini.

### Otros edificios
En el lado norte de la plaza están también los palacios Naldini y Del Bianco. El Palazzo Naldini tiene sobre la plaza una placa con un busto de Donatello, que aquí tuvo durante un tiempo su tienda.

### Otros edificios en la Piazza San Giovanni
- Baptisterio de San Juan
- Palazzo Arcivescovile
- Loggia del Bigallo
- Opera di San Giovanni

### Otros edificios cercanos relacionados con el Duomo
- Palazzo del Capitolo dei Canonici
- Iglesia de San Benedetto
- Iglesia de Santa Maria in Campo

## Fiestas
La Piazza del Duomo es un lugar privilegiado para la celebración de las principales fiestas religiosas. Entre las más importantes se puede citar el Scoppio del Carro, con ocasión de la Pascua, y la Fiesta de San Juan Bautista (24 de junio), patrón de Florencia.

### Scoppio del Carro
La tradición del Scoppio del Carro, que consiste en encender el fuego sagrado conectado a la liturgia de la Resurrección, tiene su origen en Florencia en el siglo XII. Se dice que Pazzino de' Pazzi, distinguido en la reconquista de Jerusalén durante la Primera Cruzada, había recibido como premio de Goffredo di Buglione tres trozos de piedra del Santo Sepulcro. Al volver a Florencia, Pazzino y sus descendientes tuvieron el honor de encender con esas piedras el fuego del Sábado Santo que se llevaba, primero con una antorcha, después con el Carro, desde la iglesia de Santa Maria Primerana (en Piazza Strozzi, actualmente destruida) a la Catedral, acompañado por fuegos artificiales delante del Palazzo dei Pazzi. Desde finales del siglo XVIII las piedras se conservan en la chiesa dei Santi Apostoli. Actualmente el fuego se lleva a la Catedral dentro de un brasero de hierro, mientras que el Carro parte de su depósito en Via del Prato, remolcado por cuatro bueyes blancos, acompañado por fuegos artificiales hasta llegar a la puerta del Duomo. Aquí, durante la celebración de la Misa, al canto del Gloria el sacerdote enciende con el fuego bendito la vela pascual y el cohete con forma de aguileña que, por un cable de acero, prende los fuegos del carro. Del resultado del vuelo de la aguileña se obtenían augurios para la cosecha.

### Fiesta de San Juan

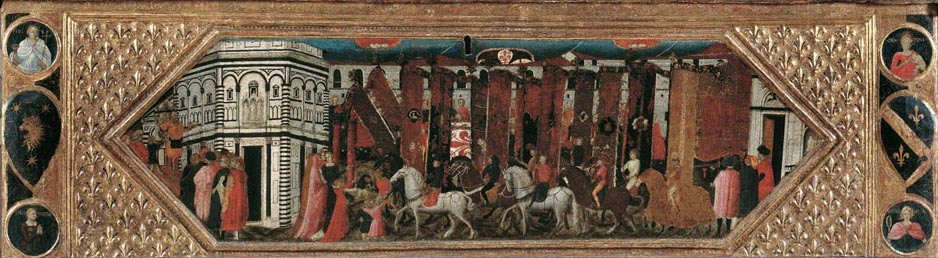
Giovanni Toscani, Processione di San Giovanni (Museo del Bargello).

La Fiesta de San Juan (Festa di San Giovanni) cae el 24 de junio, pero en la antigüedad los festejos se prolongaban varios días más. Con la ocasión, se extendía entre la Catedral y el Baptisterio, a doce metros de altura, una gran tela llamada "cielo", de modo que creaba una especie de ruta cubierta. De aquí comenzaba la procesión que atravesaba las calles de la ciudad, decoradas con ricos tapices que colgaban de las ventanas. El Baptisterio constituía la meta final para la ofrenda de velas y palios, compuestos por una tela fina fijada a una varilla. Los palios eran expuestos durante un año en el Baptisterio, y posteriormente pasaban a ser propiedad del Arte di Calimala que los utilizaba para adornar la ciudad en fiestas solemnes. El "cielo" se colgaba también con ocasión de los matrimonios de las familias más importantes de la ciudad, como ilustra el cajón nupcial de los Adimari, conservado en la Galería de la Academia de Florencia.